# Mezní hodnota balené pitné vody
Mezní hodnota u balené pitné vody je hodnota, jejíž překročení obvykle nepředstavuje akutní riziko (voda ztrácí kvalitu v daném ukazateli, ale konzumace nemusí být vyloučena, jsou nutná opatření).
Mezní hodnota u bakterií:
- Escherichia coli (EC) – indikátor čerstvého fekálního znečištění 0/100 ml
- koliformní bakterie (KB) – indikátor celkového fekálního znečištění 0/100 ml
- enterokoky (EK) – indikátor fekálního znečištění 0/100 ml
- Pseudomonas aeruginosa (PA) – potenciální patogen
- počty kolonií při 36 °C (K36) – zdrojem: půda, výkaly, prach, rostliny 0/100 ml
- počty kolonií při 22 °C (K22) – zdrojem: půda, prach, rostliny 0/200 ml
- Clostridium perfringens (CP) – potenciální patogen, určuje se při úpravách H2O z povrchové vody 0/100 ml